# 228 TCN
228 TCN là một năm trong lịch La Mã.

## Mất
- Xướng Cơ (倡姬; là vợ của Triệu Điệu Tương vương; ?—228 TCN)